# 1975 en Saskatchewan
Chronologie de la Saskatchewan
- 1971
- 1972
- 1973
- 1974
- 1975
- 1976
- 1977
- 1978
- 1979

Cette page concerne des événements d'actualité qui se sont produits durant l'année 1975 dans la province canadienne de la Saskatchewan.

## Politique
- Premier ministre : Allan Blakeney
- Chef de l'Opposition :
- Lieutenant-gouverneur : Stephen Worobetz
- Législature :

## Événements
- Fondation de la Potash Corporation of Saskatchewan.
- 11 juin : élection générale saskatchewanaise.

## Naissances

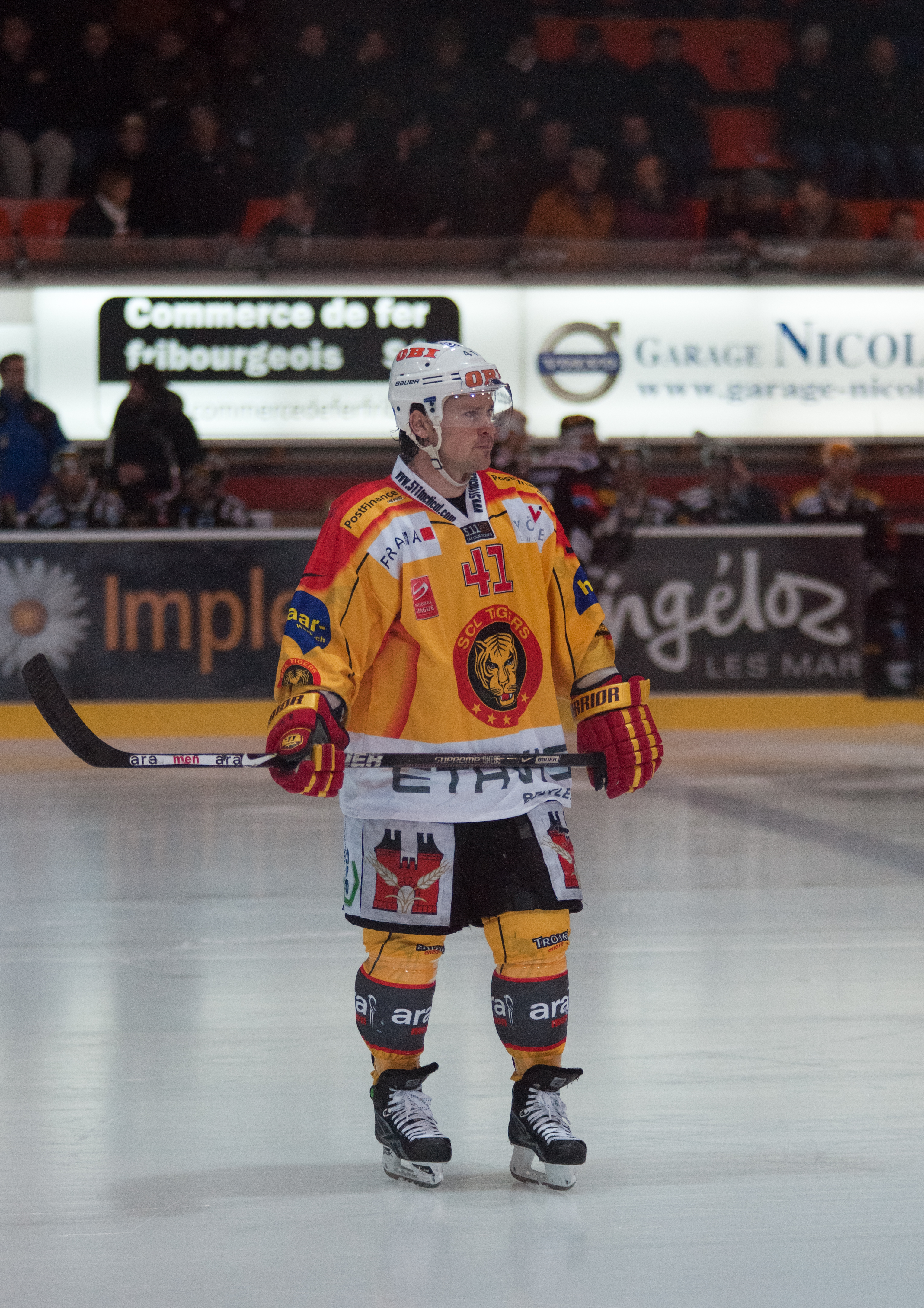
Curtis Murphy

- 9 février : Ashley Buckberger (né à Esterhazy) est un joueur professionnel de hockey sur glace canadien.
- 13 mai : Jason Parker est un patineur de vitesse canadien, né à Yorkton.
- 26 juin : Chris Ryan Armstrong (né à Régina) est un joueur professionnel de hockey sur glace canadien[1].
- 6 août : Shayne Angelo Toporowski (né à Paddockwood) est un joueur professionnel de hockey sur glace canadien[2] devenu entraîneur.
- 3 décembre : Curtis Murphy, né à Kerrobert, est un joueur de hockey sur glace professionnel canadien. Il évolue au poste de défenseur.
- 27 décembre : Martin Nash, né à Regina, est un ancien joueur de soccer international canadien, qui évoluait au poste de milieu défensif, reconverti en entraîneur.